# Charles Robberts Swart
Charles Robberts Swart (ur. 5 grudnia 1894 w Winburgu, zm. 16 lipca 1982 w Bloemfontein) – ostatni gubernator generalny Związku Południowej Afryki i pierwszy prezydent Republiki Południowej Afryki oraz minister sprawiedliwości w latach 1948–1959.
Był członkiem Partii Narodowej (w 1923 roku został posłem do parlamentu), w 1959 został wybrany na gubernatora generalnego. W 1961 roku został pierwszym prezydentem Republiki Południowej Afryki, był nim do roku 1967.